# Clematis fulvofurfuracea
Clematis fulvofurfuracea är en ranunkelväxtart som beskrevs av Wen Tsai Wang. Clematis fulvofurfuracea ingår i släktet klematisar, och familjen ranunkelväxter. Inga underarter finns listade i Catalogue of Life.